# Lácar megye
Lácar egy megye Argentína nyugati részén, Neuquén tartományban. Székhelye San Martín de los Andes.

## Népesség
A megye népessége a közelmúltban a következőképpen változott:
| Év   | Lakosság |
| ---- | -------- |
| 2001 | 23 806   |
| 2010 | 29 748   |